# Florence (Texas)
Florence es una ciudad ubicada en el condado de Williamson en el estado estadounidense de Texas. En el Censo de 2010 tenía una población de 1.136 habitantes y una densidad poblacional de 519,07 personas por km².

## Geografía
Florence se encuentra ubicada en las coordenadas 30°50′28″N 97°47′34″O / 30.84111, -97.79278. Según la Oficina del Censo de los Estados Unidos, Florence tiene una superficie total de 2.19 km², de la cual 2.19 km² corresponden a tierra firme y (0.12%) 0 km² es agua.

## Demografía
Según el censo de 2010, había 1.136 personas residiendo en Florence. La densidad de población era de 519,07 hab./km². De los 1.136 habitantes, Florence estaba compuesto por el 76.85% blancos, el 0.26% eran afroamericanos, el 0.7% eran amerindios, el 0.44% eran asiáticos, el 0% eran isleños del Pacífico, el 19.54% eran de otras razas y el 2.2% pertenecían a dos o más razas. Del total de la población el 38.73% eran hispanos o latinos de cualquier raza.